# Condado de Custer (Colorado)
El condado de Custer (en inglés: Custer County), fundado en 1877, es uno de los 64 condados del estado estadounidense de Colorado. En el año 2000 tenía una población de 3503 habitantes con una densidad poblacional de 2 personas por km². La sede del condado es Westcliffe.

## Geografía
Según la Oficina del Censo, el condado tiene un área total de 1916 km² (739,8 mi²), de la cual 1914 km² (739 mi²) es tierra y 3 km² (1,2 mi²) (0.14%) es agua.

### Condados adyacentes
- Condado de Fremont - norte
- Condado de Pueblo - este
- Condado de Huérfano - sureste
- Condado de Saguache - oeste

## Demografía
En el 2000 la renta per cápita promedia del condado era de $34 731, y el ingreso promedio para una familia era de $41 198. En 2000 los hombres tenían un ingreso per cápita de $32 460 versus $20 868 para las mujeres. El ingreso per cápita para el condado era de $19 817. Alrededor del 13.30% de la población estaba bajo el umbral de pobreza nacional. 
La composición racial del condado era 95.89% blanca, 0.37% afroamericana, 1.11% amerindia, 0.29% asiática, 0.71% de otras razas y 1.63% de dos o más razas. El 2.51% de la población era hispana o latina de cualquier raza.

## Ciudades y pueblos
- Cold Spring
- Colfax
- Fairview
- Greenwood
- McKenzie Junction
- Querida
- Rosita
- San Isabel
- Silver Cliff
- Tanglewood Acres
- Ula (histórico)
- Westcliffe
- Wetmore